# Référendum portugais sur l'interruption volontaire de grossesse de 2007
Un référendum sur l'interruption volontaire de grossesse s'est tenu au Portugal le 11 février 2007 pour décider ou non de la légalisation de l'interruption volontaire de grossesse jusqu'à dix semaines après la fécondation. La faible participation des électeurs a invalidé le résultat du référendum.
Le référendum est l'accomplissement d'une promesse électorale par le Parti socialiste du premier ministre José Sócrates au pouvoir.
Les résultats officiels du référendum montrent que 59,25 % des votants ont approuvé la proposition mise aux voix populaires, et 40,75 % l'ont rejetée. Cependant, il n'y a eu que 43,61 % de participation ; or les référendums au Portugal ne sont valides que si le taux de participation dépasse les 50 %. Le premier ministre Sócrates a annoncé qu'il essaierait de légaliser l'avortement en passant par le Parlement.

## Histoire
La question de la dépénalisation de l'IVG fut posée en juin 1998 dans un précédent référendum. Une très courte majorité (50,07 % NON et 48,28 % OUI, les bulletins blancs et nuls étant pris en compte) avait refusé la proposition. Le référendum, alors tenu au mois de juin n'avait de toute façon rassemblé que 32 % des électeurs. Le parti socialiste, à l'origine divisé sur la question, a modifié son positionnement pour le oui lors du référendum de 2007.

## Situation légale
Selon la loi en vigueur au moment du référendum, les avortements sont autorisés :
- jusqu'à la douzième semaine si la vie de la mère ou sa santé physique est en danger ;
- jusqu'à la seizième semaine dans des cas de viols et ;
- jusqu'à la vingt-quatrième semaine si l'enfant peut naître avec une maladie incurable ou une malformation.

La nouvelle loi aurait autorisé les avortements sur requête jusqu'à la dixième semaine.

## Question
La question posée lors du référendum était :

« Concorda com a despenalização da interrupção voluntária da gravidez, se realizada, por opção da mulher, nas primeiras dez semanas, em estabelecimento de saúde legalmente autorizado? »

« Acceptez-vous la dépénalisation de l'interruption volontaire de grossesse, si elle est effectuée, selon le choix de la femme, dans les dix premières semaines dans un établissement de santé autorisé par la loi ? »

## Positions politiques
Les principaux partis du Portugal listés ici se sont positionnés pour le référendum. Ils ont appelé à voter OUI ou NON à la légalisation de l'IVG :
- Gauche
  - Parti communiste portugais - OUI
  - Bloc de gauche - OUI
  - Parti écologiste « Les Verts » - OUI
  - Parti socialiste - OUI
- Droite
  - Parti social-démocrate - NEUTRE : le parti est divisé, mais un grand nombre de ses membres, notamment son président actuel Luís Marques Mendes, appelaient à voter NON
  - Parti populaire - NON

## Sondages
Un sondage de Aximage/Correio da Manhã, en décembre 2006, montrait que 61 % de l'électorat portugais approuvaient la proposition, contre 26 %, alors que 12 % étaient « incertains ». Une enquête d'octobre 2006 rendait des conclusions similaires. Cependant, un sondage de mi-janvier 2007 a vu le soutien descendre de 38 à 28 points.